# Tápióság
Tápióság là một thị trấn thuộc hạt Pest, Hungary. Thị trấn này có diện tích 33,54 km², dân số năm 2010 là 2689 người, mật độ 80 người/km².